# Hockey Club Liceo
El Hockey Club Liceo, conocido por motivos de patrocinio como Deportivo Liceo, es un club de hockey sobre patines español de la ciudad de La Coruña, fundado en 1972. Su equipo masculino compite en la OK Liga, categoría en la que juega desde 1979 de forma ininterrumpida. Hasta 2023 contó también con un equipo femenino.
Es el club deportivo más laureado de Galicia con un total de 43 títulos, 21 a nivel nacional y 22 a nivel internacional. Entre sus títulos nacionales suma ocho ligas, siendo el único equipo no catalán que se ha proclamado campeón de la OK Liga, así como diez Copas del Rey y tres Supercopas. A nivel internacional, acumula seis Copas de Europa, dos Recopas de Europa, tres Copas de la CERS, seis Copas Continentales y cinco Copas Intercontinentales.
Sus colores son el verde y el blanco. Juegan sus partidos en el Palacio de los Deportes de Riazor.

## Historia

### Los inicios
Sus orígenes se remontan al año 1972, fecha en la que se funda el Club Deportivo Liceo La Paz en el colegio coruñés Liceo La Paz, por iniciativa de cuatro personas: los directores del centro Antonio Pintor y Carlos Pérez Roca, Javier Chaver y la figura destacada de Augusto César Lendoiro. Su primer presidente fue Felipe Marcos Nieto. En su primera temporada, la 1972-73, el Liceo consiguió hacerse con el campeonato gallego de Segunda División, lo cual le permite acceder a la máxima categoría del hockey sobre patines gallego. En la siguiente campaña (1973-74), consiguió (luciendo ya los colores verde y blanco actuales en su uniforme) un nuevo ascenso, esta vez a la división de plata española. En la segunda categoría del hockey a patines español militó el denominado Hockey Club Liceo Banco Simeón desde la temporada 1974-75 hasta la temporada 1978-79, en la cual el club verdiblanco consiguió un subcampeonato de liga y por lo tanto el ascenso a la máxima categoría, la División de Honor (hoy llamada OK Liga). El ascenso culminó el 17 de marzo de 1979 tras derrotar por 9-5 al Deportivo de La Coruña en Riazor. El Liceo formó en aquel partido con Pipo Romeu, Javier Chaver, Juan Carlos, José Manuel Campos, Carlos Gil, Carlos Llonch, Pepe Amado y Varela como portero suplente.

En su debut en la Primera División, el entonces Liceo La Paz finalizó en la 10.ª posición de un total de 12 equipos, consiguiendo la permanencia sin tener que disputar la promoción, ya que no hubo descensos automáticos. En la segunda temporada del club coruñés en la segunda categoría finalizó en la 10.ª posición, consiguiendo la permanencia sin tener que disputar la promoción, tras la ampliación a 14 equipos, de los cuales los dos últimos descendieron de manera directa, y los 11.º y 12.º disputaron la promoción.
En la temporada 1976-77 el Liceo finalizó en la 11.ª posición, teniendo que disputar la promoción frente al conjunto canario de La Salle, consiguiendo la permanencia después de ganar en la ida 15-3 en casa y perder en la vuelta por 6-3.

### Ascenso a la élite
Tras el ascenso a la máxima categoría en 1979, el club experimentó una profunda reestructuración. Rivero fue sucedido en el banco del club coruñés por Campos después de seis temporadas al mando del equipo verdiblanco. Fueron varios también los jugadores que dejaron el equipo, entre ellos Romeu, J. Carlos, C. Llonch, P. Amado, Boada o González Chas, lo que hizo que los herculinos debutaran en la División de Honor con un equipo corto, de tan sólo ocho jugadores. El debut liceísta en la División de Honor lo enfrentó al Club Patí Vic en Vic, en un partido en el que pudo sumar su primera victoria, pero finalizó con un empate a siete goles que le valió para situarse en la octava posición de la tabla. La primera victoria herculina llegó en la segunda jornada, cuando derrotó en la Polideportiva de Riazor al CE Noia por 4-2 (3-2 en el descanso), siendo además el primer encuentro de la máxima categoría del hockey sobre patines español disputado en Galicia. En su primera temporada en la División de Honor (1979-80), el Hockey Club Liceo Camisas Texman finalizó la competición de liga en la séptima plaza con un registro de 14 victorias, 5 empates y 11 derrotas para hacer un total de 33 puntos. En su segunda temporada, con Campos y Gallén al mando, el cuadro coruñés consiguió una histórica tercera plaza con una notable mejora en los resultados, consiguiendo 22 victorias, 1 empate y 7 derrotas. Esta tercera posición en la liga le dio al Liceo la posibilidad de debutar en una competición europea, la Copa de la CERS, en su 9º aniversario. En el equipo, dirigido por Gallén y Campos, estaban jugadores como P. Llonch, L. Rivero, Carlos Gil, Areces, Cristiano, Zabalía, Chaver, Castiñeiras, J.E. Torner y Arcadio.
 Sin embargo, Gallén dimitió en el banco liceísta al considerar que no era posible conseguir el objetivo que se había marcado el club esa temporada de proclamarse campeón de liga, siendo sustituido por José María Campos.

### La época dorada

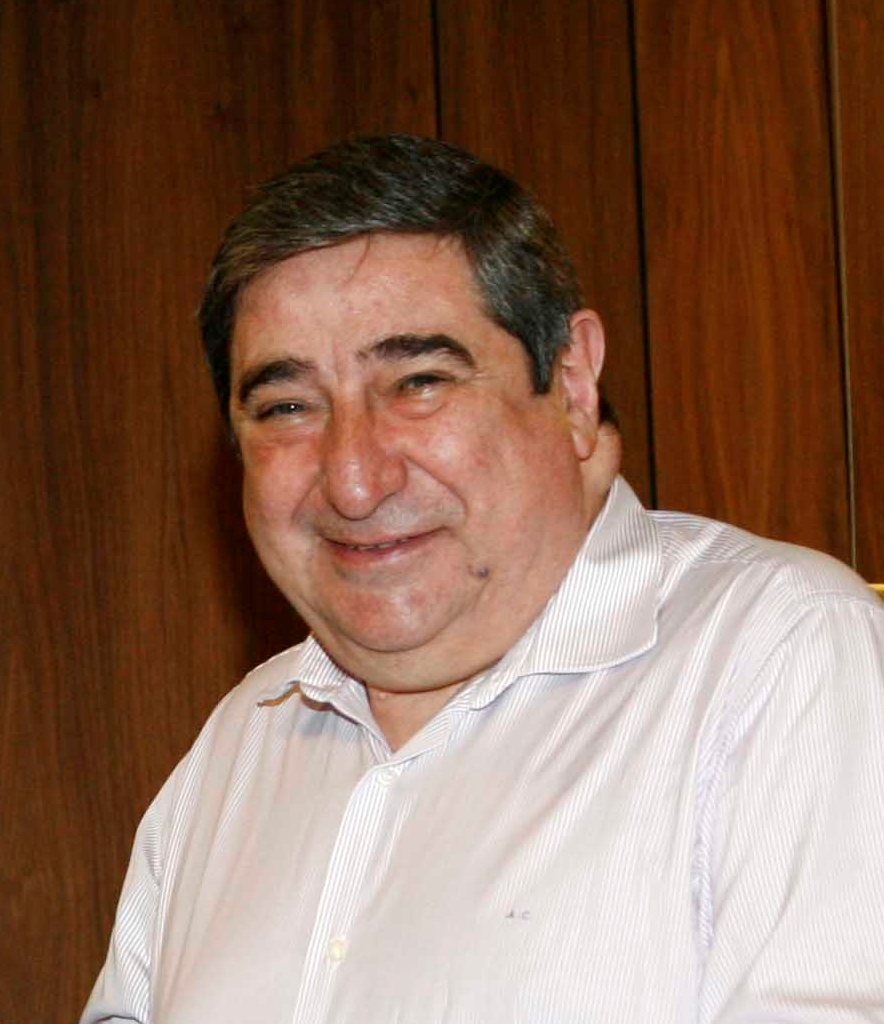
Augusto César Lendoiro, presidente del Liceo durante la época dorada del club.

En la década de 1980, con uno de los mejores grupos de su historia, el Liceo consiguió todos los títulos posibles, el hockey sobre patines era el "deporte rey" en la capital coruñesa y los partidos registraban grandes entradas que en partidos importantes podían llegar a rondar los 10.000 espectadores en el Palacio de los Deportes de Riazor.
En la temporada 1981-82 comenzó la leyenda liceísta, pues durante el transcurso de la misma el Liceo Caixa Galicia comenzó a sellar los primeros títulos para las vitrinas del equipo que entonces tenía su sede en la Plaza de Lugo de la ciudad herculina. El primer título de los coruñeses llegó en su primera participación en la Copa de la CERS, en la que los liceístas derrotaron en la final disputada a doble partido al HC Monza italiano por 12-4 en La Coruña y 6-8 en Monza. Dos semanas antes, el 18 de julio de 1982, el Liceo había conquistado su primera Copa del Rey en Alcoy (Alicante) tras imponerse al Reus Deportiu por 8 goles a 5. A estos dos triunfos se le unió el subcampeonato conseguido en la División de Honor.
En su cuarta temporada, el Liceo completó su rápido ascenso al conseguir su primer título de Liga, lo cual supuso todo un hito, puesto que se trataba del primer equipo no catalán que conseguía tal logro con jugadores como Huelves, Taibo, Areces, Alabart, Rubio, Martinazzo, Alejandro Avecilla, Pujalte, Carlos Figueroa, Celso y Óscar Rey, por delante de un FC Barcelona que venía de ganar las seis ediciones anteriores de manera consecutiva. A partir de entonces las vitrinas de la escuadra coruñesa no pararon de almacenar títulos, no solo a nivel nacional, sinó también a nivel europeo y mundial.
En la temporada 1986-87 llegó a La Coruña la primera Copa de Europa de hockey sobre patines de la mano de los jugadores que pocos años antes habían conseguido el título de Liga, tras derrotar en la final a doble partido al FC Porto ganando en Oporto por 2-4 y en La Coruña por 4-3 en un Palacio de los Deportes de Riazor lleno con 7.000 aficionados en las gradas. Este título fue acompañado en la temporada por la Supercopa de Europa ganada frente al FC Barcelona en la final a doble partido por 4-4 en la ida y 4-1 en el partido de vuelta, y por la Copa Intercontinental conseguida frente al equipo argentino del Concepción Patín Club. 
En la temporada 1989-90, tras finalizar la liga regular en la primera posición con 22 puntos, cinco más que el segundo clasificado, el también coruñés Volkswagen Arrojo Dominicos, con diez victorias, dos empates y otras tantas derrotas, el Liceo se alzó con el título de liga tras derrotar en el  tercer y definitivo partido de los play-offs por el título al defensor del título, el ONCE Igualada por 3-1 en La Coruña. En junio de 1990 llegó el último título continental que faltaba en las vitrinas liceístas al proclamarse campeón de la Recopa de Europa al derrotar en una final sin historia disputada a doble partido al conjunto belga del RH Rolta Louvain por un contundente 9-2 en Bélgica y 22-1 en La Coruña. Para alzarse con el título los herculinos superaron al Hockey Monza italiano en cuartos de final (victorias por 3-8 y 9-2) y en las semifinales al CD Paço de Arcos portugués (victorias por 11-1 y 4-8).
Fue en esa época cuando el equipo coruñés se convirtió en uno de los dominadores del hockey sobre patines europeo y mundial, junto con equipos como el FC Barcelona, el Igualada HC o el FC Porto.

### Los años oscuros

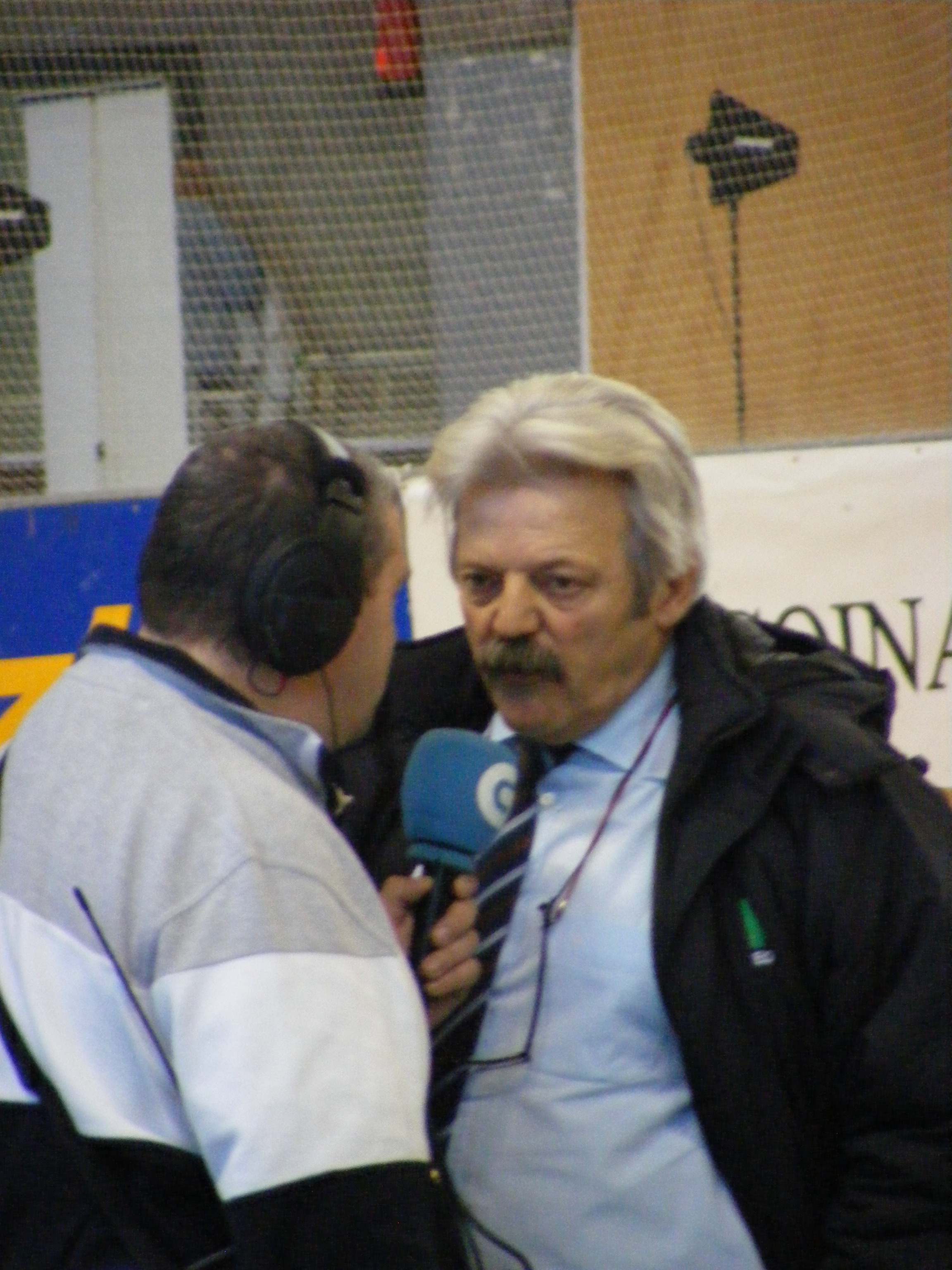
Carlos Gil fue entrenador del Liceo en la consecución de los últimos títulos del club antes de la sequía, que volvió a dirigir en la segunda etapa dorada.

El 26 de junio de 2000 Augusto César Lendoiro dejaba la presidencia del club después de 28 años en el cargo, en los que el club alzó otros tantos títulos nacionales e internacionales. Lendoiro dejaba el club para dedicarse en exclusiva a la presidencia del Real Club Deportivo de La Coruña, y lo hizo en una asamblea extraordinaria que tuvo lugar en el salón de actos del Complejo de Elviña, dejando paso a un proceso electoral del que debía salir la nueva directiva liceísta.
A partir de la temporada 1998-99 el equipo vivió una cierta decadencia que ya había comenzado tras la consecución de la última Liga del cuadro coruñés y que coincidió con el ascenso del Real Club Deportivo de La Coruña a la Primera División del fútbol español que implicó un progresivo descenso en el número de espectadores en los enfrentamientos del Liceo, que entró en una sequía de títulos, que no rompería hasta la temporada 2002-03, en la que ganó la Copa de Europa en La Coruña ante su afición tras derrotar al Igualada HC en la tanda de penaltis tras un partido intenso. Al año siguiente consiguió la Supercopa de Europa, la Copa del Rey y la Copa Intercontinental. Aun así, esto resultó un espejismo, puesto que el Liceo pasó en blanco las siguientes cinco campañas (2004-05, 2005-06, 2006-07, 2007-08 y 2008-09).
En 2005, y después de casi cinco años dirigido por una junta gestora, llegaba a la presidencia Eduardo Lamas, quien fuera secretario general para el deporte de la Junta de Galicia y concejal en el Ayuntamiento de La Coruña.
La temporada siguiente a la consecución de la Copa del Rey, la Supercopa de Europa y la Copa Intercontinental, el Liceo alcanzó una discreta octava posición que le permitió disputar los play-offs por el título, aunque cayó en la primera ronda frente al FC Barcelona en tres partidos. Además, el conjunto liceísta no se clasificó para la Copa del Rey y tampoco fue buena la temporada europea de los herculinos, ya que cayeron eliminados en la ronda previa de la Copa de Europa por el Salerno italiano, por lo que no pudieron jugar la fase de grupos de la máxima competición europea. En la temporada 2005-06 la situación empeoró, ya que en la OK Liga el Liceo no fue capaz de clasificarse para los play-offs por el título, tampoco pudo clasificarse para la Copa del Rey por segundo año consecutivo y se vio privado de disputar una competición europea por primera vez en muchos años.
La tendencia negativa del equipo comenzó a invertirse en la temporada 2006-07, cuando los blanquiverdes, que no disputaban competiciones europeas por segundo año consecutivo, volvieron a los puestos de cabeza en la liga al alcanzar un meritorio cuarto puesto por detrás de FC Barcelona, Reus Deportiu y CP Vic y por lo tanto la ventaja de campo en la primera eliminatoria, que pasó sin muchos problemas frente al Vilanova L'Ull Blau en dos partidos; sin embargo, los coruñeses caerían en semifinales en tres partidos (2-1) frente al FC Barcelona, quien finalmente se alzaría con el título. El mismo verdugo tuvieron los coruñeses en la Copa del Rey, en la que fueron uno de los cuatro cabezas de serie, donde cayeron en las semifinales por 2 goles a 5.
En la siguiente temporada, el equipo mejoró sus resultados y consiguió una importante tercera posición en la liga, lo que le permitió disputar los play-off por el título con ventaja de campo en la primera eliminatoria. A pesar de esta ventaja, el Liceo se encontró a un difícil Viva Hàbitat Blanes que forzó los cinco partidos de la serie. En las semifinales el Liceo cayó frente al Reus Deportiu en tres partidos en una eliminatoria en la que los coruñeses no pudieron ganar ningún partido y que finalizó en La Coruña con una tanda de penaltis que se decantaría a favor de los catalanes. En los cuartos de final de la Copa del Rey, celebrada en tierras catalanas, eliminó al FC Barcelona ganando por 2-3, pero perdió en semifinales frente al Noia Freixenet por 3-1, con tres goles del Noia tras jugadas polémicas en un partido del que no guardan buenos recuerdos los aficionados liceístas. En la Copa de Europa alcanzó la clasificación para la última Final four (final a cuatro) que se iba a disputar en esta competición debido al cambio de modelo de la competición tras finalizar primero en su grupo. En las semifinales cayó frente al Reus Deportiu con un gol de oro en la prórroga, después de ir por delante todo el partido hasta que quedaban 40 segundos para el final cuando el Reus empató el partido y forzó dicha prórroga.
En la temporada 2008-09 llegó un nuevo título a las vitrinas liceístas, ya que el Liceo se proclamó campeón de la primera edición de la Copa Galicia al vencer en la final al entonces Cerceda Liceo (después Club Patín Cerceda) por 5 goles a 4. Si bien este no era un título oficial, sería la antesala de los títulos que llegarían en los siguientes años. Antes de comenzar la temporada, el Coinasa Liceo disputó en Reus el Mundial de Clubes, donde cayó en los cuartos de final frente al Valdagno italiano por 3-5 debido en parte al cansancio acumulado en una pretemporada intensa. En la liga consiguió un meritorio tercero puesto en la liga regular por detrás de FC Barcelona y CP Vic, sin embargo, el Liceo conseguiría el subcampeonato de liga tras derrotar en cuartos de final al Proinosa Igualada en dos partidos y en las semifinales al Roncato Vic en cuatro partidos (3-1), superando el factor cancha que tenían los de Vic, aunque finalmente caería en la final frente al FC Barcelona en tres partidos (3-0). Esa temporada, el Liceo fue el organizador de la Copa del Rey, una competición en la que los liceístas se deshicieron en cuartos de final del Igualada HC (6-3), pero no pudieron pasar de las semifinales, donde el CP Vic, cuando restaban 18 segundos para el final del partido calló a un Riazor lleno y deshizo los sueños e ilusiones que todos los liceístas habían puesto en la competición copera. En la Copa de Europa se clasificó para la primera Final-Eight (final a ocho), donde eliminó primeramente al Noia Freixenet (2-5), y posteriormente cayó eliminado en las semifinales frente al Roncato Patí Vic (1-4), en un partido en el que, como en la Copa del Rey, el Liceo no tuvo la suerte necesaria para meterse en la gran final europea contra el Reus Deportiu, que finalmente se haría con el título.

### Vuelta a la cumbre europea

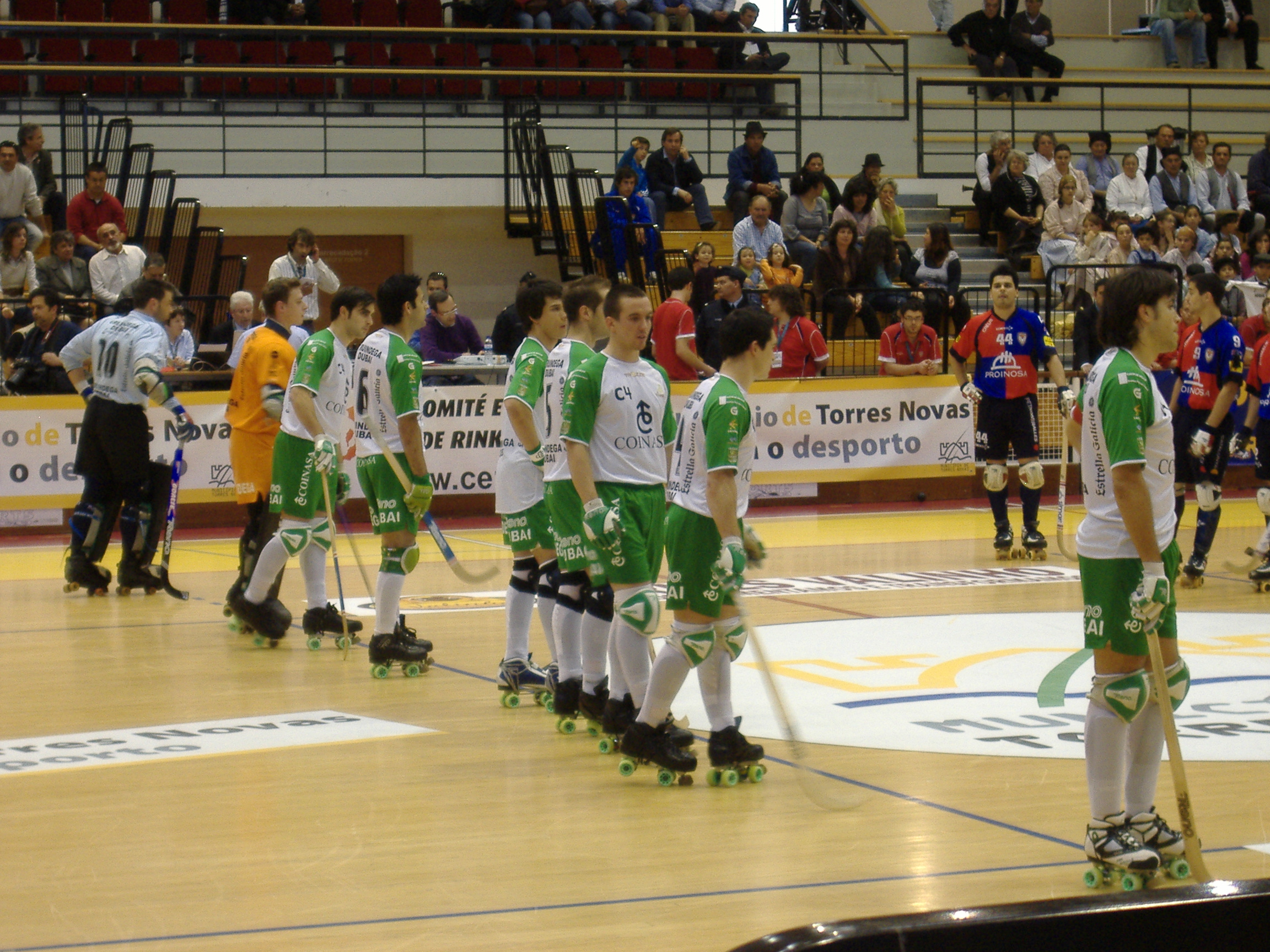
El equipo en las semifinales de la Copa de la CERS en 2010, competición con la que pondría punto final a la sequía de títulos.

En la temporada 2009-10 el Liceo rompió con la sequía de títulos de las últimas cinco temporadas al proclamarse campeón de la Copa de la CERS, alcanzando este título por tercera vez en su historia, y un año después consiguió en Andorra la Vieja su quinta Copa de Europa tras derrotar en la final al Reus Deportiu por 7-4 después de remontar el 0-3 inicial de los tarraconenses, en una dura final a ocho en la que el conjunto dirigido por Carlos Gil tuvo que realizar su mejor hockey. Además de estos dos títulos continentales, el Liceo consiguió tres subcampeonatos de Liga de manera consecutiva entre la temporada 2008-09 y la 2010-11 luchando por el título de Liga hasta el último momento en las dos últimas campañas y especialmente en la última, en la que llegó a la última jornada empatado a 59 puntos con el Reus Deportiu y con el gol average a favor de los coruñeses. Sin embargo, su bestia negra esa temporada, el FC Barcelona, despertaría a los liceístas del sueño de conquistar la liga 18 años después de la última y privándolos de un doblete de Liga y Copa de Europa que el Liceo no conseguía desde la temporada 1986-87, al derrotarlos en el Palau Blaugrana por 7 goles a 4, y aprovechando el Reus la derrota para imponerse al Tenerife por 4 a 1 y ganar así su quinto título de Liga.
La temporada 2011-12 se caracterizó por uno claro dominio blaugrana, tanto en la OK Liga como en la Copa del Rey, alzándose el equipo barcelonés con los dos títulos. En la liga el Liceo consiguió un nuevo subcampeonato (cuarto de manera consecutivo), con uno de los cuadros más nuevos de la competición. En la Copa del Rey eliminó al CE Vendrell en cuartos de final por un contundente 8 a 3, pero cayó en semifinales frente al Noia Freixenet por cuatro goles a dos en un mal partido de los coruñeses. Sin embargo, el máximo logro del equipo esa temporada llegó en la Copa de Europa, en la que estuvo encuadrado en el difícil Grupo C, clasificándose para la Final Eight con un registro de 4 victorias y 2 derrotas. En la Final Eight disputada en la localidad italiana de Lodi consiguió llegar a la final tras deshacerse del Candelária SC portugués (4-2) y del Hockey Valdagno italiano (5-3). En la final se veía las caras con el FC Barcelona, el equipo que había privado de conseguir más títulos al equipo gallego las temporadas anteriores. En una final muy igualada el Liceo consiguió derrotar al conjunto catalán por 4 a 2, revalidando el título conseguido la temporada anterior y consiguiendo su sexto título de su historia de la máxima competición continental, igualando de este modo al Igualada HC y situándose con un título menos que el Reus Deportiu, segundo equipo más laureado de la competición tras el FC Barcelona.

### La séptima liga

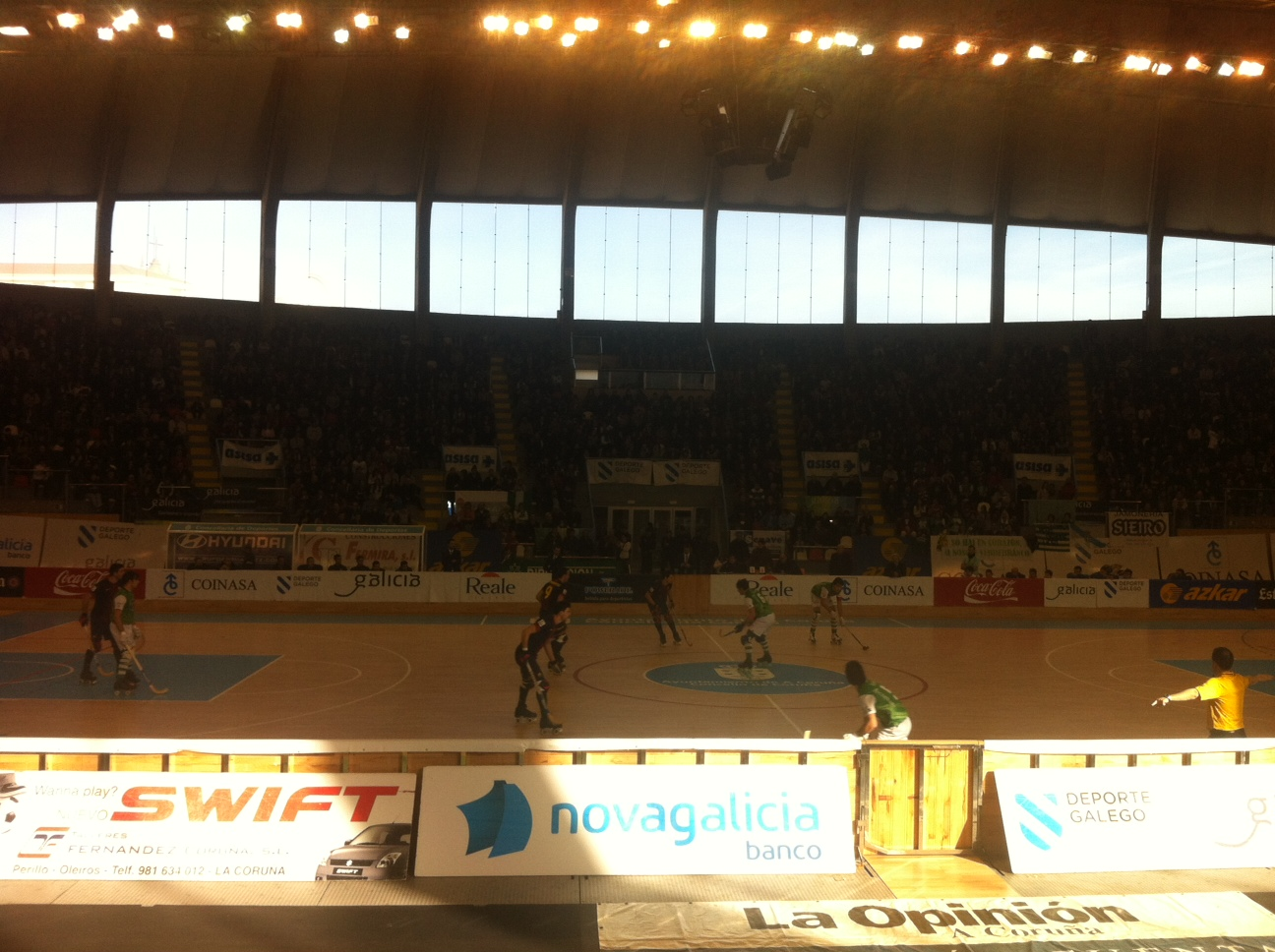
El HC Liceo frente al FC Barcelona en el partido de la primera vuelta de la OK Liga disputado en Riazor en la temporada 2012-13.

La temporada 2012-13 comenzaba con la consecución de dos nuevos títulos para el equipo herculino. El primero de ellos fue la Copa Intercontinental conquistada frente al Club Atlético Huracán argentino, al que derrotó por 6 goles a 4 en un partido cómodo para el cuadro gallego, que llegó a dominar el marcador por 6-0 (min. 34) en el Pazo dos Deportes de Riazor el 13 de noviembre de 2012. No obstante, a causa del proceso electoral en el que se encontraba el máximo organismo del hockey sobre patines mundial, el partido de la final no pudo alcanzar relevancia, por lo que los dos clubes decidieron de mutuo acuerdo considerar el partido como la final de la Copa Intercontinental, solicitando el reconocimiento por parte del CIRH del equipo ganador del partido como campeón de la competición una vez el organismo había recobrado la normalidad.
El segundo título en llegar a las vitrinas liceístas al principio de la temporada sería también un título internacional, la Copa Continental, disputada en una final a doble partido frente al Bassano Hockey 54 italiano. En el partido de ida, disputado en la ciudad italiana de Bassano del Grappa el 11 de diciembre de 2012, el Liceo caía por un contundente 5-1. No obstante, en el partido de vuelta en el Pazo dos Deportes de Riazor cinco días después, el Liceo conseguía un 6-2 al finalizar el tiempo reglamentario que igualaba la eliminatoria, que finalmente se decantaría a favor de los verdiblancos por 2-1 en la tanda de penaltis.
A pesar de estos dos éxitos a nivel internacional, fue en la competición doméstica donde llegaría el mayor logro del equipo herculino en la temporada: la consecución del séptimo título de liga para la entidad veinte años después del último campeonato de liga conquistado. En la máxima competición del hockey sobre patines español, el Liceo se presentó con un equipo con una de las medias de edad más bajas de la competición y una plantilla corta (8 jugadores del primer equipo) que fue completando con jugadores de la cantera. Tras un bueno inicio liguero en el que los coruñeses permanecieron imbatidos en las 10 primeras jornadas (9 victorias y 1 empate), el equipo acusó el esfuerzo al final de la temporada, por lo que el colchón de 8 puntos que tenía sobre su inmediato perseguidor, el FC Barcelona, se fue reduciendo hasta el punto de quedar todo por decidir en una última jornada en la que el equipo gallego llegaba con solo un punto de ventaja a la pista del Lleida Llista Blava, al que finalmente derrotaría por 3 goles a 4 a pocos minutos del final del partido, haciendo estéril la victoria de los azulgrana en Igualada por 1-3, y llevando el séptimo título liguero a La Coruña.
El Liceo inició la temporada 2016-17 disputando en Reus la Supercopa de España, competición que inició con una victoria en los segundos finales frente al Patí Vic gracias a un gol a puerta vacía de Carlo di Benedetto cuando los de Osona jugaban sin portero en busca del empate. En la final los herculinos se enfrentaron al conjunto anfitrión del Reus La Fira, que había derrotado en las semifinales al Barça Lassa (3-2), en un partido muy abierto en el que el Liceo se adelantó en el marcador gracias a David Torres y que sentenció Marc Coy a falta de seis minutos para la conclusión, rompiendo el empate a un gol que había establecido Torra en los primeros minutos de la segunda parte. De este modo el Liceo conseguía su primera Supercopa de España, el último título que faltaba en su palmarés.

### Etapa con Juan Copa
El 10 de julio de 2017 el club confirmó la salida de Carlos Gil. De esta manera el entrenador argentino ponía punto final a su cuarta etapa en el banquillo liceísta. Quince días después de la salida de Carlos Gil, el 25 de julio de 2017, el club anunció la llegada de Juan Copa al banquillo. De esta manera el técnico coruñés se hacía cargo del equipo por segunda vez, tras haber ejercido como técnico interino en la temporada 2005-06. También entrenó durante años al segundo equipo, al que consiguió ascender a la OK Liga en 2009, cuando el filial del Liceo pasaría a convertirse en el Club Patín Cerceda y a competir en la máxima categoría del hockey sobre patines español. Finalizó la temporada de liga en segunda posición y jugó la final de Copa del Rey contra el FC Barcelona, perdiendo por 1-2.
El Liceo comenzó la temporada 2018-19 proclamándose por segunda vez campeón de la Supercopa de España al vencer 3-2 en la final al FC Barcelona. El 17 de diciembre de 2018, el Liceo y el Deportivo de La Coruña firmaron un acuerdo por el que el segundo pasó a ser el patrocinador oficial del primero a partir del 1 de enero de 2019 y hasta 2023. El equipo pasó a llamarse Deportivo Liceo el 1 de enero de 2019 y según el acuerdo llevaría los colores del equipo de fútbol, blanco y azul, en su primera equipación a partir de la temporada siguiente. Meses después se anunció que esos colores se usarían en la segunda equipación, mientras que la primera seguiría con los colores tradicionales del club. El equipo acabó la temporada 2018/19 como subcampeón de la OK Liga y de la Copa del Rey, en ambos casos por detrás del Barcelona, mientras que quedó eliminado en la fase de grupos de la Liga Europea.
Comenzaron la temporada 2019-20 jugando la Supercopa y perdiendo en semifinales contra el Reus, por lo que no pudieron revalidar el título del año anterior. Aun así, realizaron un gran inicio de liga, ganando los diez primeros partidos e igualando su mejor arranque histórico. Finalizó la primera vuelta empatado con el Barcelona en el liderato, tras ganar ambos equipos 12 de 13 partidos. En marzo de 2020, a falta de una jornada para finalizar la temporada regular la liga fue paralizada debido a la pandemia de COVID-19, ocupando el Liceo la segunda plaza. Finalmente en mayo la RFEP dio por finalizada la competición sin que se jugaran los play-offs, declarando campeón al Barcelona y subcampeón al Liceo. La decisión no fue bien recibida por el club coruñés, que emitió un comunicado mostrando su desacuerdo y declarándose como principal perjudicado, y valoraba diversas opciones, incluyendo la opción de inscribirse en la liga portuguesa, si fuese posible. También se suspendieron las ediciones de ese año de la Copa del Rey y de la Liga Europea.

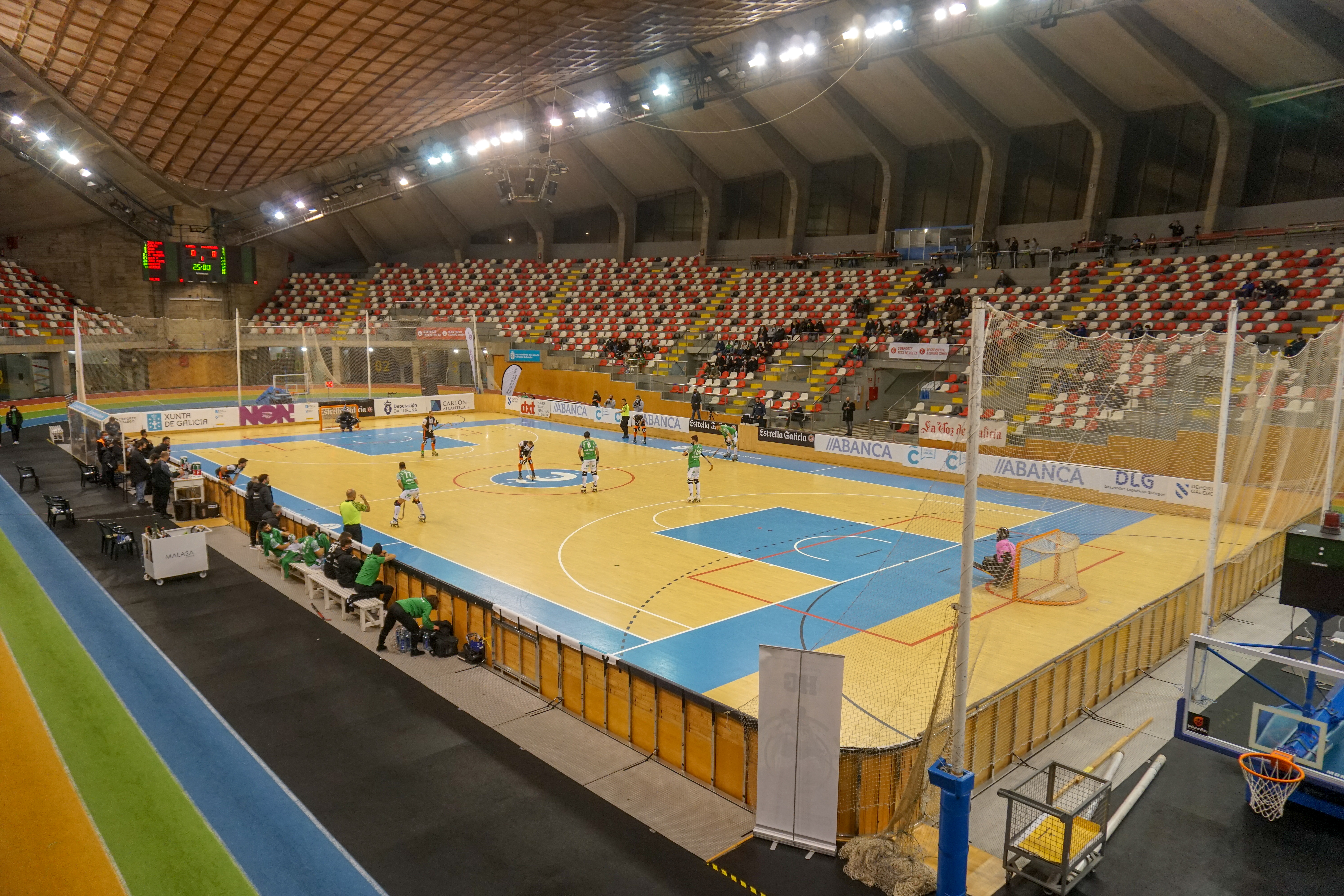
Liceo vs Palafrugell en la OK Liga.

En la temporada el Liceo comenzó mejorando las cifras del año anterior y firmó el mejor arranque de su historia, con 12 victorias en los 12 primeros partidos, incluido un triunfo por 3-4 frente al FC Barcelona en el Palau, donde el club coruñés llevaba más de una década sin ganar. No obstante, tuvo que conformarse una vez más con el subcampeonato, ya que el título volvió a ser para el Barcelona. En junio se disputó en La Coruña la Copa del Rey, en la que el Liceo eliminó en cuartos al Voltregà y en semifinales al Caldes, alcanzando su tercera final consecutiva, de nuevo contra el Barça. Jordi Adroher y César Carballeira pusieron por delante con sendos goles al equipo gallego, pero estos fueron igualados por Ignacio Alabart y Matías Pascual. Finalmente, Adroher anotó su tercer gol liceísta, dándole así al club coruñés un título de Copa que se le resistía desde hacía 17 años.
Al comienzo de la temporada 2021-22 se proclamó campeón de la Supercopa de España disputada en San Sadurní de Noya (Barcelona) al vencer en la final al Barcelona por 3-2, con tres goles de Jordi Adroher. En la semifinal se había impuesto al Caldes por 5-1. Culminó la temporada con su octavo título de liga, que no conseguía desde 2013, tras vencer al Reus Deportiu en el play off final por un total de 3-0.

## Pabellón

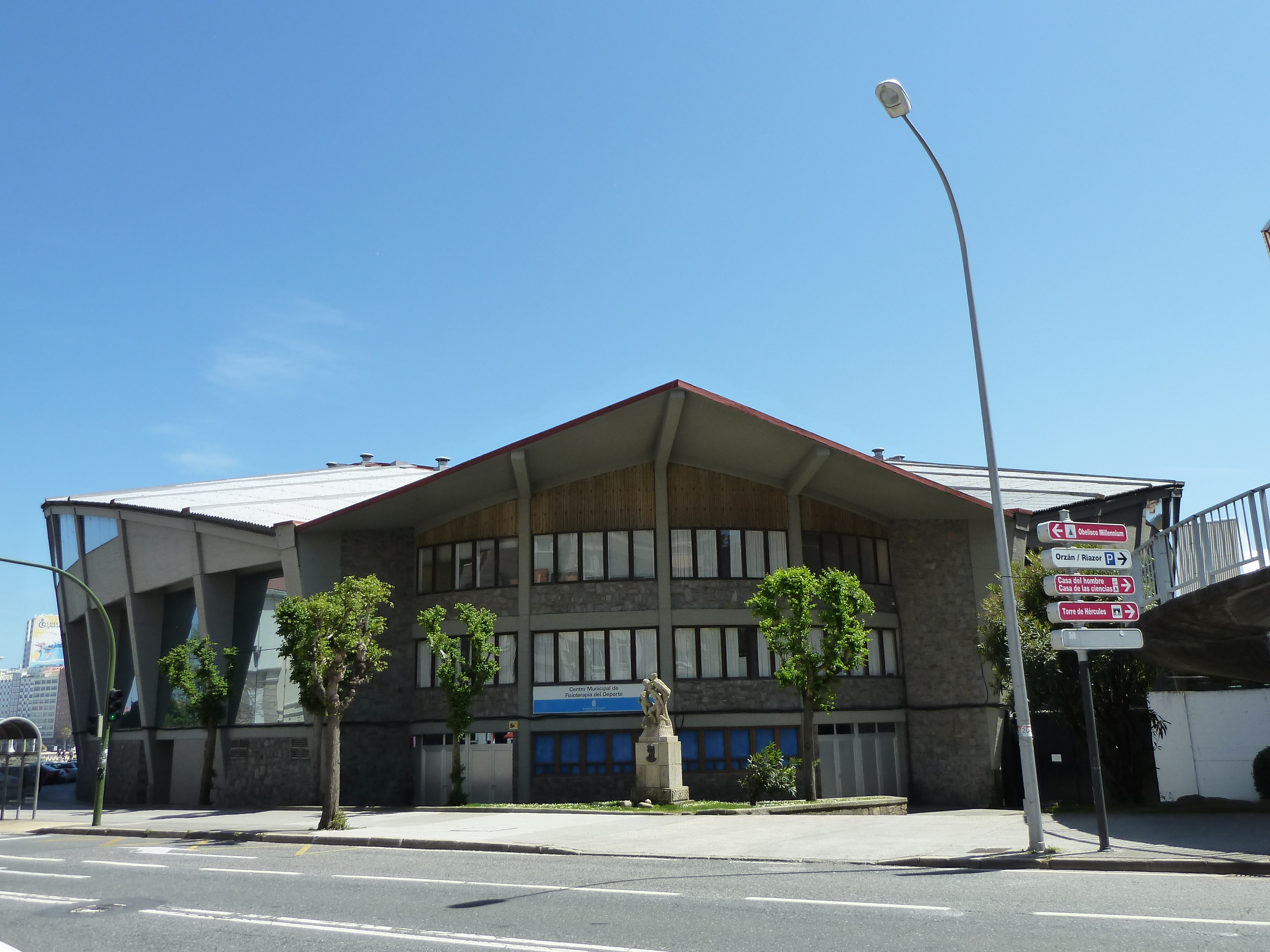
Exteriores del Palacio de los Deportes de Riazor.

El HC Liceo juega sus partidos como local en el Palacio de los Deportes de Riazor, un edificio que fue inaugurado el 1 de agosto de 1970 y que tiene capacidad para 5000 espectadores. Está situado junto al Estadio de Riazor, en el paseo marítimo de la ciudad herculina. La pista es de parqué y cuenta además con una pista sintética de cuatro calles para la práctica del atletismo, gimnasio, sala de judo y sala de esgrima, así como vestuarios y sala de prensa. El Palacio de los Deportes de Riazor ha sido también la sede de multitud de eventos relacionados con el hockey sobre patines.
Durante la época dorada del Liceo, el pabellón registraba entradas que podían acercarse a los 10000 espectadores[cita requerida], pero el ascenso del Deportivo de La Coruña a Primera División fue poco a poco reduciendo la media de espectadores en los partidos de hockey, en los que actualmente no se llega a la mitad de la capacidad, a excepción de partidos importantes, cuando el pabellón se llena.[cita requerida]

## Datos del club

### Historial en liga
| Temporada | Categoría         | Puesto |
| --------- | ----------------- | ------ |
| 1972/73   | 2.ª Gallega       | 1º     |
| 1973/74   | 1.ª Gallega       | 1.º    |
| 1974/75   | 1.ª División      | 10.º   |
| 1975/76   | 1.ª División      | 10.º   |
| 1976/77   | 1.ª División      | 11.º   |
| 1977/78   | 1.ª División      | 8.º    |
| 1978/79   | 1.ª División      | 2.º    |
| 1979/80   | División de Honor | 7.º    |
| 1980/81   | División de Honor | 3.º    |
| 1981/82   | División de Honor | 2.º    |
| 1982/83   | División de Honor | 1°     |
| 1983/84   | División de Honor | 3º     |
| 1984/85   | División de Honor | 2º     |
| 1985/86   | División de Honor | 1°     |

| Temporada | Categoría         | Puesto |
| --------- | ----------------- | ------ |
| 1986/87   | División de Honor | 1°     |
| 1987/88   | División de Honor | 2º     |
| 1988/89   | División de Honor | 2º     |
| 1989/90   | División de Honor | 1°     |
| 1990/91   | División de Honor | 1°     |
| 1991/92   | División de Honor | 2.º    |
| 1992/93   | División de Honor | 1°     |
| 1993/94   | División de Honor | 3.º    |
| 1994/95   | División de Honor | 3.º    |
| 1995/96   | División de Honor | 2.º    |
| 1996/97   | División de Honor | 6.º    |
| 1997/98   | División de Honor | 8.º    |
| 1998/99   | División de Honor | 2.º    |
| 1999/00   | División de Honor | 2.º    |

| Temporada | Categoría         | Puesto |
| --------- | ----------------- | ------ |
| 2000/01   | División de Honor | 5.º    |
| 2001/02   | División de Honor | 3.º    |
| 2002/03   | OK Liga           | 10.º   |
| 2003/04   | OK Liga           | 4.º    |
| 2004/05   | OK Liga           | 8.º    |
| 2005/06   | OK Liga           | 9.º    |
| 2006/07   | OK Liga           | 3.º    |
| 2007/08   | OK Liga           | 3.º    |
| 2008/09   | OK Liga           | 2º     |
| 2009/10   | OK Liga           | 2º     |
| 2010/11   | OK Liga           | 2º     |
| 2011/12   | OK Liga           | 2.º    |
| 2012/13   | OK Liga           | 1°     |
| 2013/14   | OK Liga           | 2.º    |

| Temporada | Categoría | Puesto |
| --------- | --------- | ------ |
| 2014/15   | OK Liga   | 2.º    |
| 2015/16   | OK Liga   | 3.º    |
| 2016/17   | OK Liga   | 3.º    |
| 2017/18   | OK Liga   | 2.º    |
| 2018/19   | OK Liga   | 2.º    |
| 2019/20   | OK Liga   | 2.º    |
| 2020/21   | OK Liga   | 2.º    |
| 2021/22   | OK Liga   | 1.º    |
| 2022/23   | OK Liga   | 2.º    |
| 2023/24   | OK Liga   | 3.º    |
| 2024/25   | OK Liga   | 2.º    |

## Organigrama deportivo

### Jugadores

#### Plantilla 2022-2023
Actualizada el 21 de Septiembre de 2022 
Nota: Las banderas indican la selección nacional con la que los jugadores pueden ser convocados. En algunos casos podría no coincidir con su nacionalidad real.
| Nº |                      | Posición | Jugador                                   |
| -- | -------------------- | -------- | ----------------------------------------- |
| 10 | Bandera de España    | P        | Martí Serra Molist                        |
| 87 | Bandera de Argentina | P        | Matías Bridge Pergolis                    |
| 5  | Bandera de España    | DF       | César Carballeira Domínguez               |
| 8  | Bandera de España    | DL       | David ''Dava'' Torres Pastoriza (capitán) |
| 2  | Bandera de España    | DF       | Lluís ''Sito'' Ricart Benavent            |
| 27 | Bandera de España    | DL       | Álex Rodríguez Dalmau                     |
| 3  | Bandera de Francia   | DF       | Bruno Di Benedetto                        |
| 49 | Bandera de España    | DL       | Arnau Canal Truy                          |
| 9  | Bandera de Argentina | DL       | Fabrizio Ciocale                          |
| 44 | Bandera de Argentina | DL       | Fran Torres Merín                         |
| 7  | Bandera de España    | DL       | Pol Manrubia Peró                         |
| EN | Bandera de España    |          | Juan Copa                                 |

#### Jugadores destacados

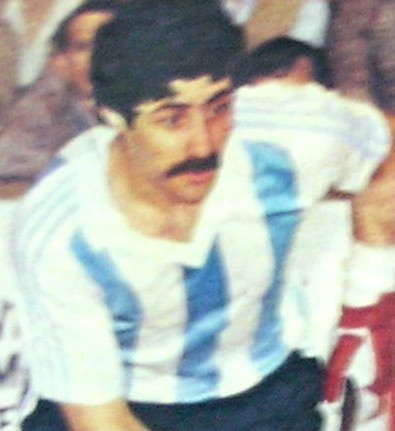
Daniel Martinazzo fue el estandarte del Liceo en la segunda mitad de los años 80 y los primeros años de los 90.

A lo largo de su historia pasaron por el club herculino algunos de los mejores jugadores del hockey sobre patines a nivel internacional. Entre los jugadores más destacados del equipo coruñés están:
| - Alejandro Avecilla - Fernando Avecilla - Willy Duarte - Carlos Gil - Martinazzo - Reinaldo García - Facundo Salinas - Martín Payero - Pablo Álvarez |  | - Ramón Canalda - Jaume Llaverola - Jordi Bargalló - José Luis Huelves - Alberto Areces - Dario Rigo - Rui Lopes - Josep Lamas |

### Entrenadores
- Chicho Faraldo (1972-1973)
- Chicho Rivero (1973-1979)
- José Manuel Campos (1979-1983)
- Gallén (1980-1981)
- Carlos Gil (1983-1985)
- Juan Andrés Caramés (1985-1993)
- Carlos Gil (1993-1998)
- Willy Duarte (1998-2000)
- Carlos Gil (2000-2005)
- Paco González/Juan Copa (2005-2006)
- José Querido (2006–2009)
- Carlos Gil (2010-2017)
- Juan Copa (2017-actualidad)

## Palmarés

### Torneos nacionales
| Competición nacional | Títulos | Títulos                                                                | Subcampeonatos | Subcampeonatos |
| -------------------- | ------- | ---------------------------------------------------------------------- | -------------- | --- |
| OK Liga              | 8       | 1982-83, 1985-86, 1986-87, 1989-90, 1990-91, 1992-93, 2012-13, 2021-22 | 19             | 1981-82, 1984-85, 1987-88, 1988-89, 1991-92, 1995-96, 1998-99, 1999-00, 2008-09, 2009-10, 2010-11, 2011-12, 2013-14, 2014-15, 2017-18, 2018-19, 2019-20, 2020-21, 2022-23, 2024-25 |
| Copa del Rey         | 10      | 1982, 1984, 1988, 1989, 1991, 1995, 1996, 1997, 2004, 2021             | 8              | 1983, 1985, 1986, 1987, 1994, 2018, 2019, 2023 |
| Supercopa de España  | 3       | 2016, 2018, 2021                                                       | 3              | 2005, 2015, 2016, 2023 |

### Torneos internacionales
| Competición internacional | Títulos | Títulos                            | Subcampeonatos | Subcampeonatos   |
| ------------------------- | ------- | ---------------------------------- | -------------- | ---------------- |
| Copa de Europa            | 6       | 1987, 1988, 1992, 2003, 2011, 2012 | 2              | 1984, 2001       |
| Recopa de Europa          | 2       | 1990, 1996                         | 0              |                  |
| Copa de la CERS           | 3       | 1982, 1999, 2010                   | 0              |                  |
| Copa Continental          | 6       | 1987, 1988, 1990, 1992, 2003, 2012 | 3              | 1999, 2010, 2011 |
| Copa Intercontinental     | 5       | 1987, 1989, 1993, 2004, 2012       | 0              |                  |
|                           |         |                                    |                |                  |

### Torneos no oficiales
- Copa Galiza (2): 2009, 2010
- Torneo José Eduardo dos Santos (1): 2009
- Trofeo Teresa Herrera (4): 2014, 2015, 2016, 2017
- Torneo Cidade de Vigo (13): 1983, 1985, 1986, 1987, 1988, 1989, 1990, 1992, 1993, 1994, 2002, 2005, 2006.

## Categorías inferiores
En 1981, durante la segunda temporada del club herculino en la máxima categoría del hockey sobre patines español, el Liceo creó una escuela de hockey sobre patines. La escuela se puso en funcionamiento el 29 de abril en el Colegio Liceo La Paz de La Coruña bajo la dirección técnica de Areces y el portugués Cristiano, ambos jugadores del primer equipo.
El club liceísta cuenta con una cantera con equipos en todas las categorías de base que se proclamaron campeones de España en diversas ocasiones.
El Liceo cuenta también con un equipo "B" que compite en la OK Liga Plata, segunda categoría del hockey español. Este equipo filial ya había jugado muchos años en la Primera División (nombre que tenía antes la segunda categoría), hasta que en la temporada 2008-2009, el entonces conocido como Cerceda Liceo (por el patrocinio del Ayuntamiento de Cerceda, donde disputaba sus partidos como local) consiguió el campeonato de la división de plata y por lo tanto el ascenso a la OK Liga, este hecho propició la aparición ya como club independiente del Club Patín Cerceda, equipo que durante su existencia acogió a buena parte de las promesas verdiblancas. Debido a esta cesión de la plaza el filial del Liceo tuvo que comenzar de nuevo desde abajo, logrando regresar a la OK Plata en la temporada 2017/18.

## Rivalidades

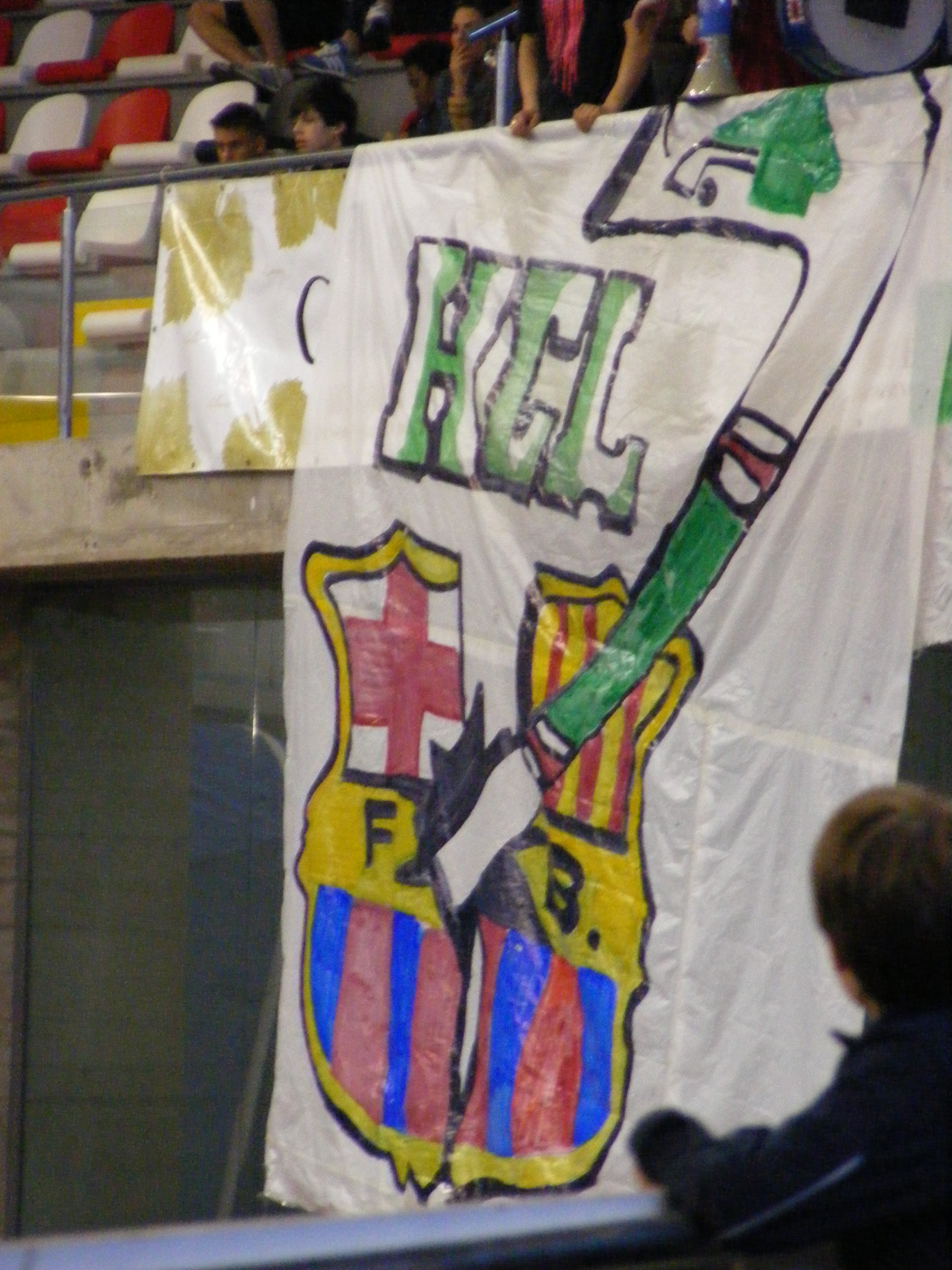
Pancarta durante el partido de cuartos de final de la Liga de Campeones 2013 entre el HC Liceo y el FC Barcelona.

Con el ascenso del Liceo a la elite del hockey mundial aumentó su rivalidad con otros que históricamente han dominado el hockey sobre patines, especialmente el FC Barcelona. También existe una fuerte rivalidad con el CE Noia. Existió también una fuerte rivalidad local con el A.A. Dominicos durante las temporadas en que los de la Ciudad Vieja de La Coruña jugaron en la élite, aunque el descenso de los blanquinegros ha evitado que se hayan podido disputar más enfrentamientos entre los dos clubs más importantes del hockey sobre patinens coruñés.

## Nota
1. ↑  Lendoiro converteuse no primeiro presidente profesional do Deportivo da Coruña.[21]